# エクスプラウド
株式会社エクスプラウドは、広告代理店などを営む日本の企業である。本社は埼玉県さいたま市にある。

## 概要
広告の企画・制作 、PR業務、イベントの企画・運営・施工、ホームページの企画・制作、メディアレップ業務などを行っている。
主に、「保育園世代」と称する保育園児世代の子を持つ母親や保育士・看護士をメインターゲットにした広告業務を中核事業としている。

## 沿革
- 2004年4月19日 - 会社を設立する。
- 2007年12月 - ハッピープールを開設する。
- 2009年7月 - ハッピープールれんらくちょうを創刊する。
- 2010年1月 - happy pool Prian（現・保育士求人ナビ）を開設する。
- 2010年4月 - ハッピープールがリニューアルする。
- 2011年7月 - happy pool Prianの名称を「保育士求人ナビ」に変更する。

## 主な運営媒体

### happy pool
happy pool（ハッピープール）は、保育園の情報検索を中心とした保育園児世代の子を持つ母親を支援するメディアである。2007年12月開設。共働き世帯の増加、女性のキャリア志向の支援を標榜し、行政や既存メディアなどでの情報が少ない認可外保育園を中心に紹介している。また、保育所や保育園情報の検索に加え、子育て情報やお出かけ情報などの情報チャンネルを提供。
「ハッピープールれんらくちょう」「ハッピープールマガジン」を保育園で無料で配布。経営サポートに加え、保護者と園児と保育園のコミュニケーションツールとなっているとしている。

### 保育士求人ナビ
保育士求人ナビは、待機児童解消の一助とした保育士求人メディアである。掲載費を原則無料にし、認可外保育園を中心とした保育士の確保や求人費用の削減といった経営サポートの一翼も担っているとされる。